# Volcán Amayo
Volcán Amayo är en vulkan i Guatemala.   Den ligger i departementet Departamento de Jutiapa, i den södra delen av landet, 70 km sydost om huvudstaden Guatemala City. Toppen på Volcán Amayo är 1 156 meter över havet.
Terrängen runt Volcán Amayo är huvudsakligen kuperad, men åt sydväst är den platt. Runt Volcán Amayo är det ganska tätbefolkat, med 199 invånare per kvadratkilometer. Närmaste större samhälle är Jutiapa, 9,5 km öster om Volcán Amayo. Omgivningarna runt Volcán Amayo är en mosaik av jordbruksmark och naturlig växtlighet.